# Sun Simiao
Sun Simiao (chinês tradicional: 孫思邈, chinês simplificado: 孙思邈, pinyin: Sūn Sīmiǎo, Wade–Giles: Sun Ssu-miao: falecido em 682) era um médico e escritor chinês da dinastia Sui e Tang. Ele foi intitulado Rei da Medicina da China (藥王/药王, Yaowang) por suas contribuições significativas à medicina chinesa e um tremendo atendimento aos seus pacientes.